# 강수병
강수병(한국 한자: 姜秀秉, 1999년 5월 28일 ~ )은 대한민국의 축구 선수이며 포지션은 센터백이다.

## 유소년 생활
언남고 시절 이지솔 선수와 합을 맞추며 언남고의 견고한 수비진을 구축했고 서울특별시장기 축구대회에서 최우수선수상을 수상하며 팀의 우승을 이끌었다.

## 플레이 스타일
190cm의 높이를 활용한 수비가 돋보인 선수이다.

## 수상 내역

### 대회 기록
언남고등학교 (2015 ~ 2017)
- 서울특별시장기 축구대회 ● 우승: 2016

### 개인
- 서울특별시장기 축구대회 수비상: 2016